# Castillo de Ueda
El castillo de Ueda (上田城上田城?) es un castillo japonés construido en la prefectura de Nagano, Japón.

## Historia
El castillo de Ueda era el castillo principal del clan Sanada, construido por Masayuki Sanada en 1583.
En este castillo fue defendido por el clan Sanada en un par de ocasiones de los ataques del clan Tokugawa, primero en 1583 y más tarde en el año 1600, mostrando una impresionante defensa en ambas ocasiones.
Cuando Sanada Masayuki rehusó entregar el Castillo Numata a Tokugawa Ieyasu, se desató la Batalla del Río Kami. Durante la batalla, Ieyasu atacó el castillo de Ueda con un ejército muy numeroso pero Masayuki estaba preparado para este movimiento por lo que tenía lista una emboscada. Este movimiento estratégico generó una gran confusión en el ejército de Tokugawa, ocasionando además un gran número de decesos.
Masayuki y su hijo Sanada Yukimura se enfrentaron nuevamente al ejército de Tokugawa en la Batalla de Sekigahara.
Los Sanada anunciaron su rendición pero ésta era parte del plan de Masayuki. Masayuki quiso hacerles pensar que dejaba las armas cuando en realidad estaba preparando todas sus fuerzas para la defensa del castillo de Ueda.
Cuando Tokugawa Hidetada se dio cuenta del plan de Masayuki, Hidetada comenzó a movilizar sus tropas pero Masayuki ya estaba listo para la batalla, así que preparó otra emboscada, pero esta vez los envió al campamento principal del enemigo. Al final de la lucha, Hidetada no pudo asediar el castillo de Ueda además de que no pudo asistir al campo de batalla en Sekigahara.
El castillo fue abandonado en 1874  con la abolición del sistema han.
En 1994 algunas partes del castillo como la puerta principal fueron reconstruidos.